# Тацухико Сета
Тацухико Сета (јап. 瀬田 龍彦; Ивате, 15. јануар 1952) бивши је јапански фудбалер.

## Каријера
Током каријере је играо за Хитачи.

## Репрезентација
За репрезентацију Јапана дебитовао је 1973. године. За тај тим је одиграо 25 утакмица.

## Статистика
| Јапан  | Јапан   | Јапан  |
| Година | Наступи | Голови |
| ------ | ------- | ------ |
| 1973.  | 2       | 0      |
| 1974.  | 3       | 0      |
| 1975.  | 5       | 0      |
| 1976.  | 14      | 0      |
| 1977.  | 0       | 0      |
| 1978.  | 0       | 0      |
| 1979.  | 0       | 0      |
| 1980.  | 1       | 0      |
| Укупно | 25      | 0      |